# 湖西市

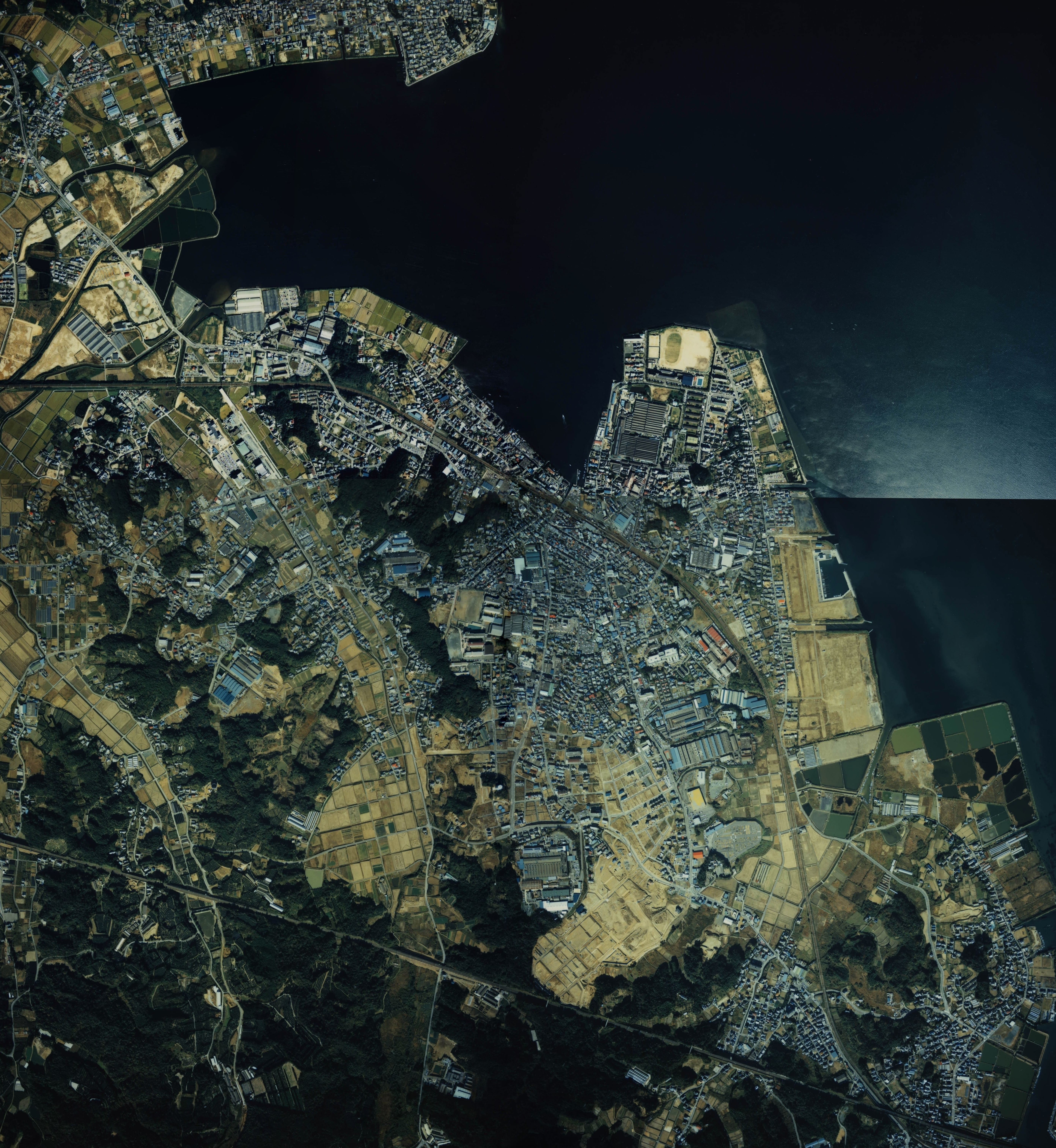
湖西市中央部にあたる鷲津地区周辺の空中写真。
1988年撮影の6枚を合成作成。。

湖西市（こさいし）は、静岡県西部にある市。静岡県で最も西に位置し、市の範囲は浜名湖西岸から愛知県との県境に及ぶ。旧浜名郡の一部で、1972年（昭和47年）に市制施行した。

## 概要
市街地は市内3つのJR駅周辺に発達しているが、湖西市内の旧6町村が存在していた当時の名残からか市街地が分散しており、市の核といえるような地域は無く、連続した市街地は形成されていない。
考古学の分野では、古墳時代から奈良時代にかけて須恵器の、また平安時代末から鎌倉時代にかけて山茶碗など中世陶器の一大生産地となった「湖西窯跡群」があったことで知られる。
江戸時代は浜名湖の北側（気賀関所）と南側（今切関所（新居関所））に関所が置かれ、江戸幕府の法度により漁業以外の目的で浜名湖を船で渡ることは禁じられていた。

## 地理

### 広袤
静岡県の最西端に位置し、北側と東南部は静岡県浜松市、西側は愛知県豊橋市に隣接している。南側は太平洋、東側の大半は浜名湖に面している。

### 地形

#### 山地

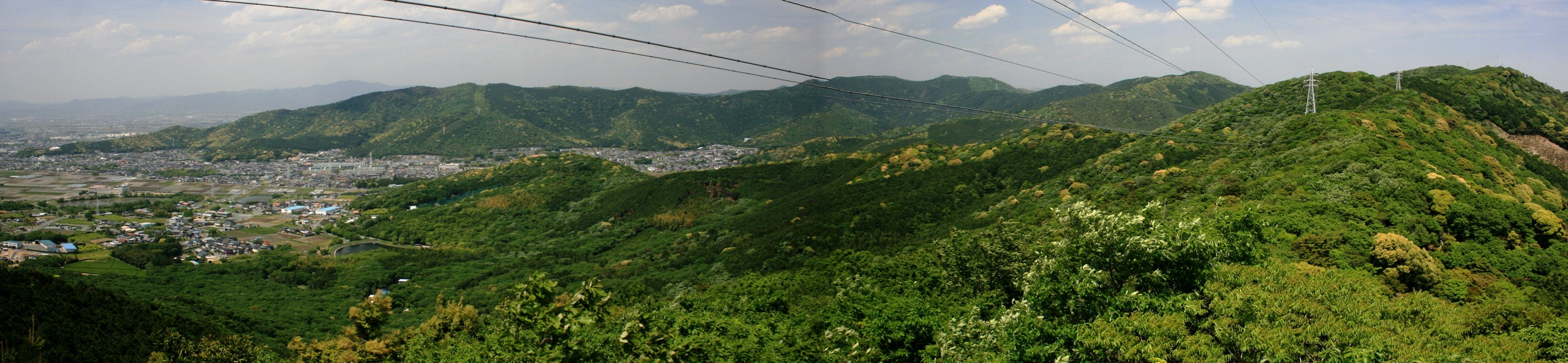
弓張山地

主な山
- 弓張山地

#### 土地
台地
- 天伯原
  - 潮見坂

#### 河川
主な川

#### 湖沼

浜名湖の空中写真。

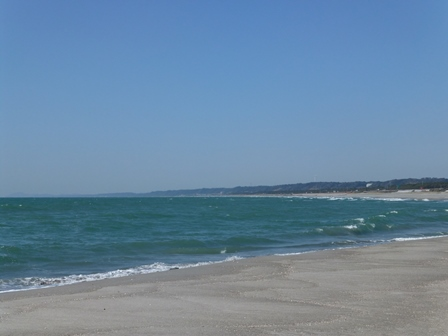
遠州灘

主な湖
- 浜名湖

#### 海岸
主な海岸
- 遠州灘

### 地域
鷲津地区を中央地区、新所原地区を西部地区、新所から北の地域を北部地区、白須賀地区を南部地区、新居地区を東部地区と呼ぶ事もある。
鷲津地区
- 鷲津
- 風の杜 - かつての富士紡績跡地の住宅地で、住所表記は「鷲津」から独立している。
- 古見
- 吉美（上の原を除く）
- 山口
- 坊瀬

鷲津地区が湖西市内の中心となる地域となっていて、鷲津地区に市役所と消防署と警察署、その他市の施設が立地、国道301号沿いや古見から新居地区に抜けていくロードサイドに多くの住宅や商店、大手スーパーマーケットが立地している。また、鷲津地区には2000年代に入ってから風の杜や吉美ニュータウン（共に150区画以上）といった大規模な新興住宅地が整備されている。鷲津地区はトヨタグループの創業者豊田佐吉の出身地でもあり、鷲津小学校の校歌で彼のことを歌った歌詞が歌われているほか、鷲津小中学校に彼の銅像があり、トヨタ自動車の資本により豊田佐吉記念館が1988年10月にオープンしている。2021年3月22日より湖西警察署の本署が新居地区から同地区の湖西市民会館跡地に移転されて業務開始している。2023年9月30日には隣接する新居地区に国道301号のバイパスである大倉戸茶屋松線の新道が開通し、一直線で浜名バイパス大倉戸インターチェンジ迄繋がる事から（後述）、同地区から浜名バイパス迄の移動距離が短縮され、静岡・浜松方面や名古屋・豊橋方面へのアクセス性が向上する事が見込まれる。
新所原地区
- 新所原二丁目 - 三丁目
- 新所原東
- 南台二丁目 - 四丁目
- 梅田
- 岡崎（読みは「おかさき」）
- 駅南一丁目 - 四丁目
- ときわ一丁目 - 三丁目
- 吉美（上の原）
- 新所・岡崎・梅田入会地

新所原地区は愛知県豊橋市との境目にあり、新所原駅構内に県境も存在する。天竜浜名湖鉄道の出発駅でもある。新所原地区は鷲津地区と並ぶ住宅密集地であり、その周辺部には多くの商店が立地しており、大手スーパーも立地する。愛知県が目の前にあることもあり、この地区は静岡市や浜松市より名古屋市や豊橋市に通勤・通学している者が多い。
入出地区
- 入出
- 内浦

新所地区
- 新所
- 太田
- 神座
- 大森

知波田地区
- 大知波
- 利木
- 横山

新所・入出・知波田の北部地区は古くからの集落と田園風景がそのまま残されているが、ヤマハマリーナやスズキマリーナといった地元企業（共に本社は浜松市）が運営しているマリーナがあることで、浜名湖沿岸での水上スキーや水上オートバイにクルージング、釣り等のマリンスポーツや湖西連峰のハイキング等が盛んな観光地でもある。また、斜面ではみかんの栽培も盛んである。入出漁港では近年なかなか見られないノコギリガザミが水揚げされている。
白須賀地区
- 白須賀
- 境宿

白須賀地区は東海道の宿場町（白須賀宿）として江戸時代以前には栄えていた。現在は衰退したが、国道1号潮見バイパスの開通と道の駅潮見坂の完成、更には2013年6月に全線開通した豊橋東バイパスの起点且つ県境付近に位置する豊橋東ICの完成でやや活気が戻っている。スズキの湖西工場があるのもこの地区であり、軽自動車を含む乗用車等が生産されている。また、旧国道1号（潮見バイパスが開通する1996年までは国道1号、それ以降は国道42号）沿いに大衆食堂が軒を連ね、トラック運転手を中心に根強い人気がある。遠州灘に面する温暖な気候と豊かな土地を生かして古くからキャベツやジャガイモ、メロン等農業が盛んである。遠州灘沿岸ではサーフィンや釣りも盛んである。また、浜名湖カントリークラブでのゴルフも行われている。
新居地区
- 新居町中之郷
- 新居町新居
- 新居町浜名
- 新居町内山

新居地区は2010年3月23日に編入された旧浜名郡新居町の地域で、東海道の新居宿と新居関所で古くから栄えている。関所周辺には多くの住宅や商店が軒を連ね、古い町並みが忠実に表現されているともいえる。新居町中之郷の国道301号沿いには平成（1989年以降）に入ってから登場した「あけぼの地区」という新興住宅地を中心に多くの住宅や商店、大手スーパーが立地している。また、1993年にユーストア（現・クックマート）が出店したことで発展している一方、朝夕は国道301号が渋滞することが多い。静岡県唯一の競艇場、浜名湖競艇があるのもこの地区で、レース終了後の夕方になると周辺道路が渋滞することが多い。新居地区はこのほか、浜名湖での海水浴や釣り、潮干狩り等のマリンスポーツ、夏季の手筒花火にイチゴ狩りやぶどう狩りなど、湖西市内切っての観光地でもある。湖西警察署は、前身である新居警察署時代から引き続き新居地区に設置されていたが、警察署庁舎の老朽化と津波浸水問題の解消を図るため、2021年3月22日に湖西警察署の本署は鷲津地区の古見の湖西市民会館跡地に移転されて業務開始しており、それを見越して、新居地区に2020年10月に新居町交番が設置された。2023年9月30日には、浜名バイパス大倉戸インターチェンジから2024年に稼働開始予定のプライムアースEVエナジー新居工場前迄の区間で国道301号のバイパスとして、大倉戸茶屋松線の新道が開通する事が報じられており、この道路は、同地区内の国道301号に於ける朝夕の通勤時間や帰宅時間での渋滞軽減が見込まれる他、鷲津地区・北部地区を経て浜松市浜名区三ヶ日町や愛知県新城市まで一直線で繋がる事から、三ヶ日・新城方面へのアクセス性が向上する。又、鷲津地区や市内の他の地区からもこの道路の開通で浜名バイパス迄の移動距離が短縮され、静岡・浜松方面及び名古屋・豊橋方面へのアクセス性も向上する。

### 人口
| |                                        |  |
| 湖西市と全国の年齢別人口分布（2005年） | 湖西市の年齢・男女別人口分布（2005年） |  |
| ■紫色 ― 湖西市 ■緑色 ― 日本全国 | ■青色 ― 男性 ■赤色 ― 女性              |  |
| 湖西市（に相当する地域）の人口の推移 \| 1970年（昭和45年） \| 46,126人 \| \| \| 1975年（昭和50年） \| 49,999人 \| \| \| 1980年（昭和55年） \| 54,252人 \| \| \| 1985年（昭和60年） \| 58,212人 \| \| \| 1990年（平成2年） \| 59,926人 \| \| \| 1995年（平成7年） \| 60,714人 \| \| \| 2000年（平成12年） \| 60,827人 \| \| \| 2005年（平成17年） \| 60,994人 \| \| \| 2010年（平成22年） \| 60,107人 \| \| \| 2015年（平成27年） \| 59,789人 \| \| \| 2020年（令和2年） \| 57,885人 \| \| |                                        |  |
| 総務省統計局 国勢調査より |                                        |  |
| 1970年（昭和45年） | 46,126人                               |  |
| 1975年（昭和50年） | 49,999人                               |  |
| 1980年（昭和55年） | 54,252人                               |  |
| 1985年（昭和60年） | 58,212人                               |  |
| 1990年（平成2年） | 59,926人                               |  |
| 1995年（平成7年） | 60,714人                               |  |
| 2000年（平成12年） | 60,827人                               |  |
| 2005年（平成17年） | 60,994人                               |  |
| 2010年（平成22年） | 60,107人                               |  |
| 2015年（平成27年） | 59,789人                               |  |
| 2020年（令和2年） | 57,885人                               |  |

### 隣接する自治体・行政区
- 静岡県
  - 浜松市（中央区、浜名区）
- 愛知県
  - 豊橋市

## 歴史

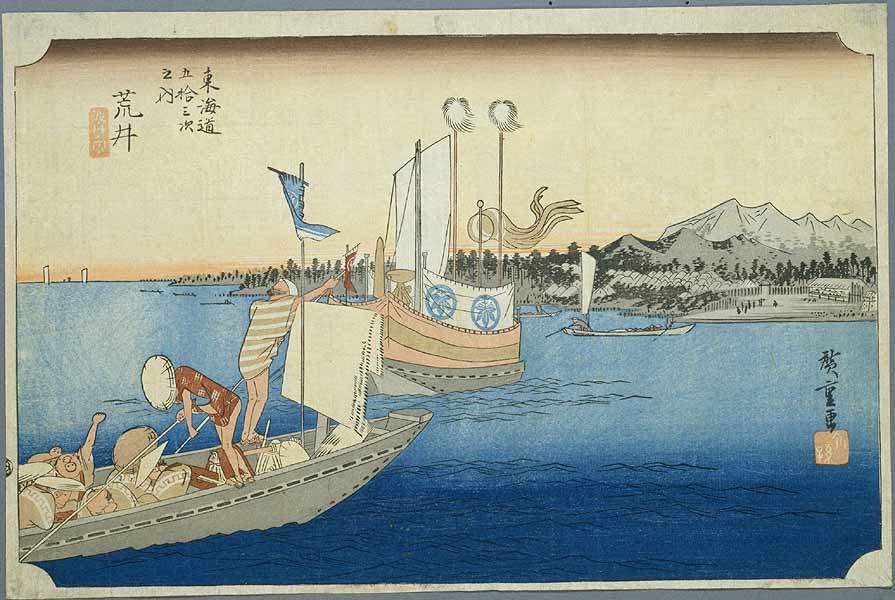
東海道･新居宿

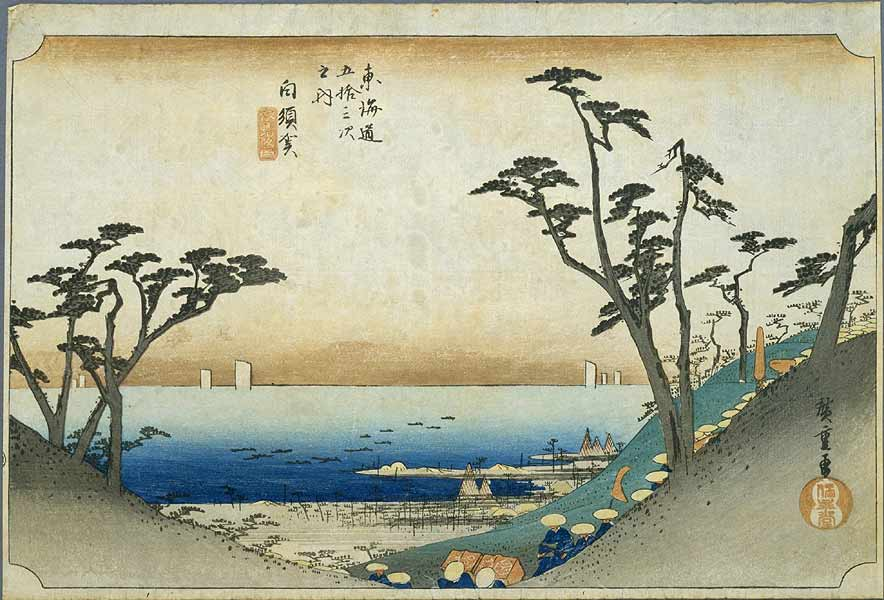
東海道･白須賀宿

### 沿革
- 1955年（昭和30年）4月1日 - 浜名郡鷲津町、白須賀町、新所村、入出村、知波田村の合併により、浜名郡湖西町になる。旧鷲津町役場（鷲津710番地の1）を役場本庁舎とし、その他の旧役場に支所を開設した。[10]
- 1972年（昭和47年）1月1日 - 市制施行し湖西市となる。市章、市旗、市の歌、市の花、市の木制定。
- 1982年（昭和57年）1月1日 - 市民憲章制定。
- 1986年（昭和61年）12月11日 - 交通安全都市宣言を行う。
- 1996年（平成8年）6月 - 潮見バイパスが開通。
- 1999年（平成11年）3月18日 - 非核平和都市宣言を行う。
- 2010年（平成22年）3月16日 - 浜名湖の境界線が確定し、同湖面積約65km2のうち約18km2が旧・湖西市と新居町に組み込まれる（残りの約47km2は浜松市）。[11][12]
- 2010年（平成22年）3月23日 - 新居町を編入合併。編入した地区について、「新居町○○」と字の名称を変更[13]。これにより浜名郡が消滅。

### 主な出来事
- 1962年（昭和37年）2月25日 - 東海道本線鷲津駅構内で貨物列車が脱線。タンク車から濃硫酸が流出して浜名湖へ流入、養殖ノリ約40万枚が全滅[14]。

## 政治

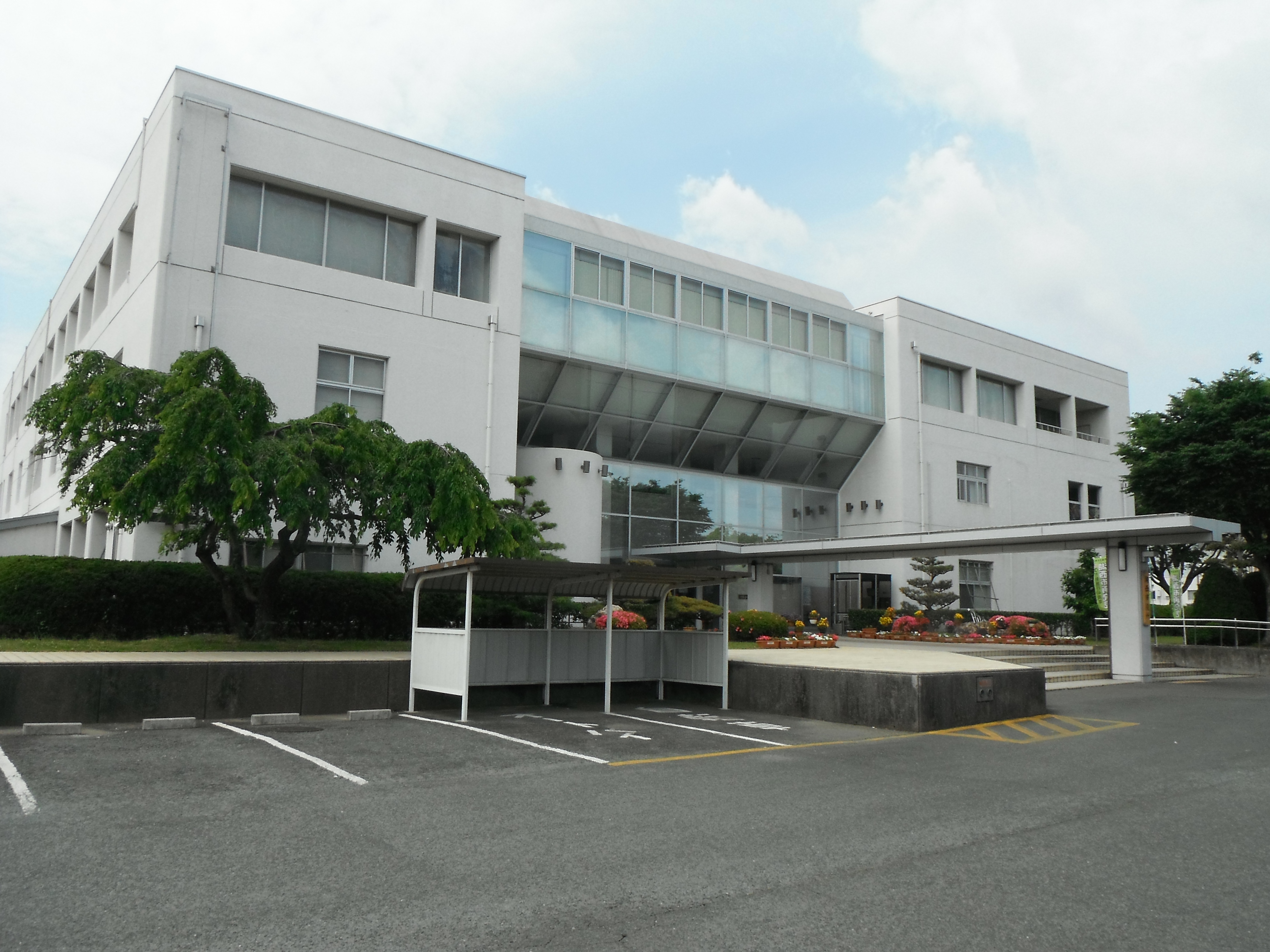
湖西市役所

### 行政

#### 首長
歴代湖西町長
- 町長職務代行者 - 小林儀一郎（1955年4月1日 - 1955年4月29日、最後の鷲津町長）
- 第1代町長 - 小林儀一郎（1955年4月30日 - 1963年4月29日）
- 第2代町長 - 木村市郎（1963年4月30日 - 1971年12月31日、最後の知波田村長）

歴代湖西市長
- 第1代市長 - 木村市郎（1972年1月1日 - 1975年4月29日）
- 第2代市長 - 猪井善亮（1975年4月30日 - 1983年10月15日）
- 第3代市長 - 守田肇（1983年11月13日 - 1987年7月19日）
- 第4代市長 - 白井富次郎（1987年9月6日 - 1992年11月5日）
- 第5代市長 - 山本昌寛（1992年12月6日 - 2004年12月5日）
- 第6代市長 - 三上元（2004年12月6日 - 2016年12月5日）
- 第7代市長 - 影山剛士（2016年12月6日 - 2024年12月5日）
- 第8代市長 - 田内浩之（2024年12月6日 -）

#### 役所
- 湖西市役所
- 湖西市新居支所
- 西部市民サービスセンター

#### 財政
財政は比較的健全であり、1984年度 - 1998年度、2000年度 - 2010年度、2015 - 2020年度、普通地方交付税不交付団体である。

#### 施策
2001年度 - 2010年度の第4次湖西市総合計画では「輝く未来が開けるまち・湖西」の実現を目指した施策を行っている。道路や下水道の整備に重点的に取り組んでいる。
2011年度 - 2020年度の新・湖西市総合計画では「市民協働で創る「市民が誇れる湖西市」」の実現を目指した施策を行っている。

#### 合併問題
- 2003年8月、県内天竜川西部を大合併する環浜名湖政令指定都市構想から離脱。当時の市長である山本は、当面は単独市制を継続する事を表明[15]。
- 2006年8月6日に行われた新居町長選挙の結果、湖西市との合併を志向する中嶋正夫[16]の当選について、三上湖西市長は新居町との合併に前向きの意を示す。
- 2008年3月の第1回湖西市・新居町任意合併協議会において両市町長は、新居町が湖西市に編入する編入合併方式を前提に、2010年3月末日迄の合併を目指す事を明らかにした。同年7月、法定合併協議会がスタート。
- 2009年5月に全ての協議が終了。6月には静岡県副知事立会いの中で両市町長が合併協定書に調印、7月には全会一致で新居町との廃置分合議案を可決。8月6日、新居町長とともに川勝平太静岡県知事に合併を申請。
- 2009年9月開会の平成21年県議会9月定例会において、同年10月7日同案が可決[17]。同月14日川勝知事から合併決定書が交付され[18]、11月10日に総務大臣からの告示がなされる。
- 2010年3月23日、新居町を編入。湖西市としては1955年4月の旧5ヶ町村の合併による「湖西町」の発足以来55年ぶり、1972年1月1日の市制施行して以降初の合併となる。

### 議会

#### 市議会
湖西市議会
- 定数：18人[19]
- 任期：2023年4月30日 - 2027年4月29日
- 議長：神谷里枝（無所属）
- 副議長：竹内祐子（無所属）
- 無所属14名、立憲民主党1名、公明党1名、日本共産党1名、参政党1名、

#### 県議会
静岡県議会
- 選挙区：湖西市選挙区
- 定数：1人
- 任期：2023年4月30日 - 2027年4月29日
- 2024年11月17日補欠選挙（当日有権者数46,263人、無投票）

| 候補者名 | 当落 | 年齢 | 党派名 | 新旧別 | 得票数 |
| -------- | ---- | ---- | ------ | ------ | ------ |
| 菅沼泰久 | 当   | 48   | 無所属 | 新     | 無投票 |

- 2023年4月9日選挙（当日有権者数47,041人、無投票）

| 候補者名 | 当落 | 年齢 | 党派名 | 新旧別 | 得票数 |
| -------- | ---- | ---- | ------ | ------ | ------ |
| 田内浩之 | 当   | 46   | 無所属 | 現     | 無投票 |

- 2019年4月7日選挙（当日有権者数47,377人、投票率58.89%）

| 候補者名 | 当落 | 年齢 | 党派名     | 新旧別 | 得票数   |
| -------- | ---- | ---- | ---------- | ------ | -------- |
| 田内浩之 | 当   | 42   | 無所属     | 現     | 18,505票 |
| 永田晴康 | 落   | 47   | 自由民主党 | 新     | 9,129票  |

- 2015年4月12日選挙（当日有権者数47,058人、投票率57.91%）

| 候補者名   | 当落 | 年齢 | 党派名 | 新旧別 | 得票数   |
| ---------- | ---- | ---- | ------ | ------ | -------- |
| 田内浩之   | 当   | 38   | 無所属 | 現     | 20,716票 |
| 蛭川麻季子 | 落   | 48   | 無所属 | 新     | 6,221票  |

- 2011年4月10日選挙（当日有権者数47,337人、投票率59.70%）

| 候補者名 | 当落 | 年齢 | 党派名 | 新旧別 | 得票数   |
| -------- | ---- | ---- | ------ | ------ | -------- |
| 田内浩之 | 当   | 34   | 無所属 | 新     | 13,939票 |
| 中野良之 | 落   | 59   | 無所属 | 新     | 13,898票 |

## 経済

### 第一次産業

#### 農業
- 農業はコデマリ、ミカンの生産が盛んである。

#### 畜産業
- 豚などの生産が盛んである。
  - 豚の飼育頭数が静岡県下1位。湖西ブランド豚「とこ豚（とことん）ポーク」がある。

#### 漁業

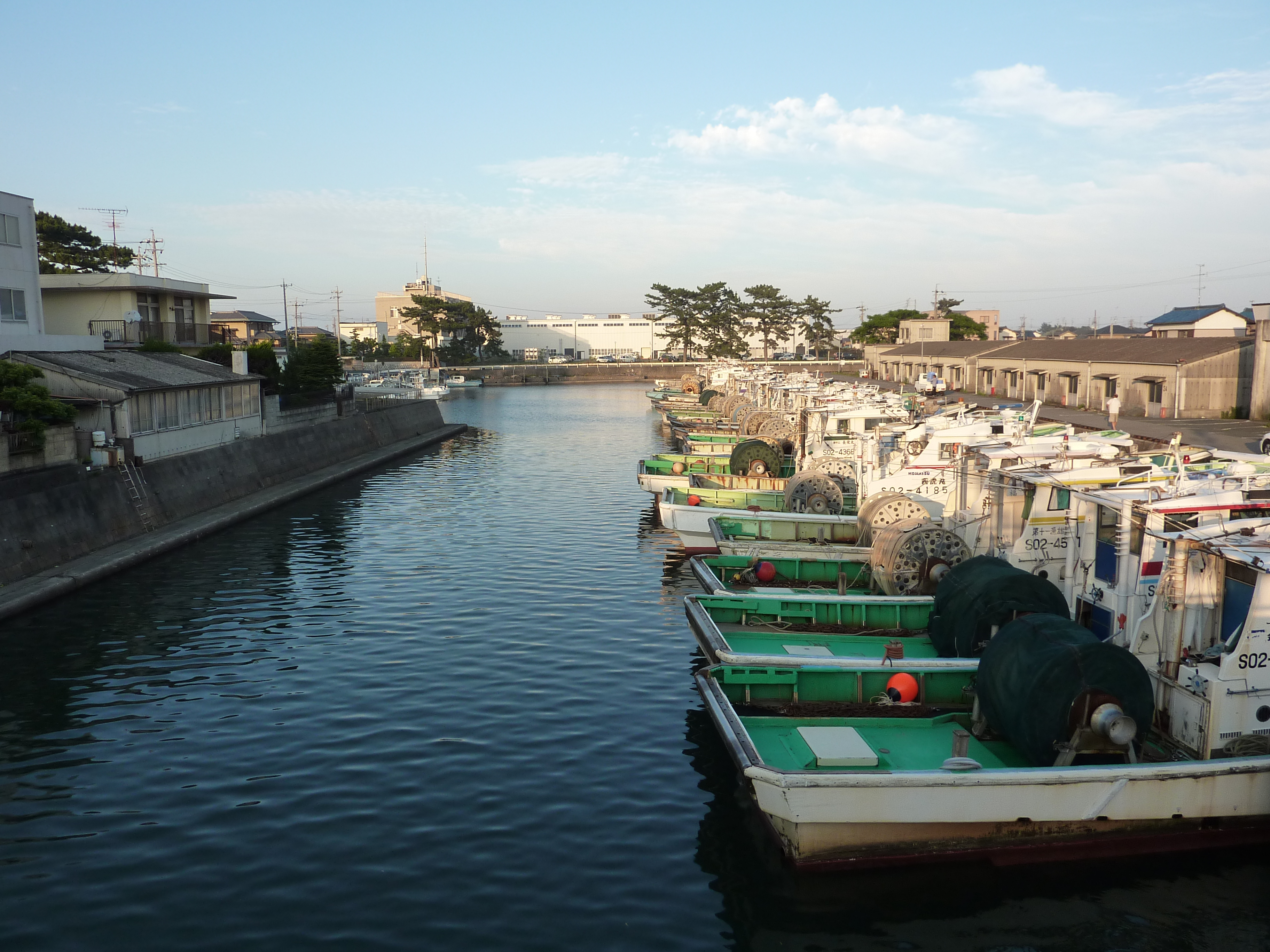
新居漁港

浜名湖での漁業や鰻の養殖も行われている。
主な漁港
- 鷲津漁港
- 入出漁港
- 新居漁港

### 第二次産業

#### 工業
- 工業が中心の市であり、製造品出荷額等は1兆7327億円で、市区町村別では静岡県下3位、全国26位、人口1人あたりでは全国1位である（2018年）。
- 自動車関連。スズキ、デンソー(旧アスモ)、浜名湖電装（デンソー系）、トヨタバッテリー（旧プライムアースEVエナジー）、GSユアサエナジー、ジェイテクトコラムシステム（旧富士機工）、TF-METAL、ユニバンスなど。
- 電器関連。ソニーグローバルマニュファクチャリング&オペレーションズ湖西サイト、FDKなど。

## 施設

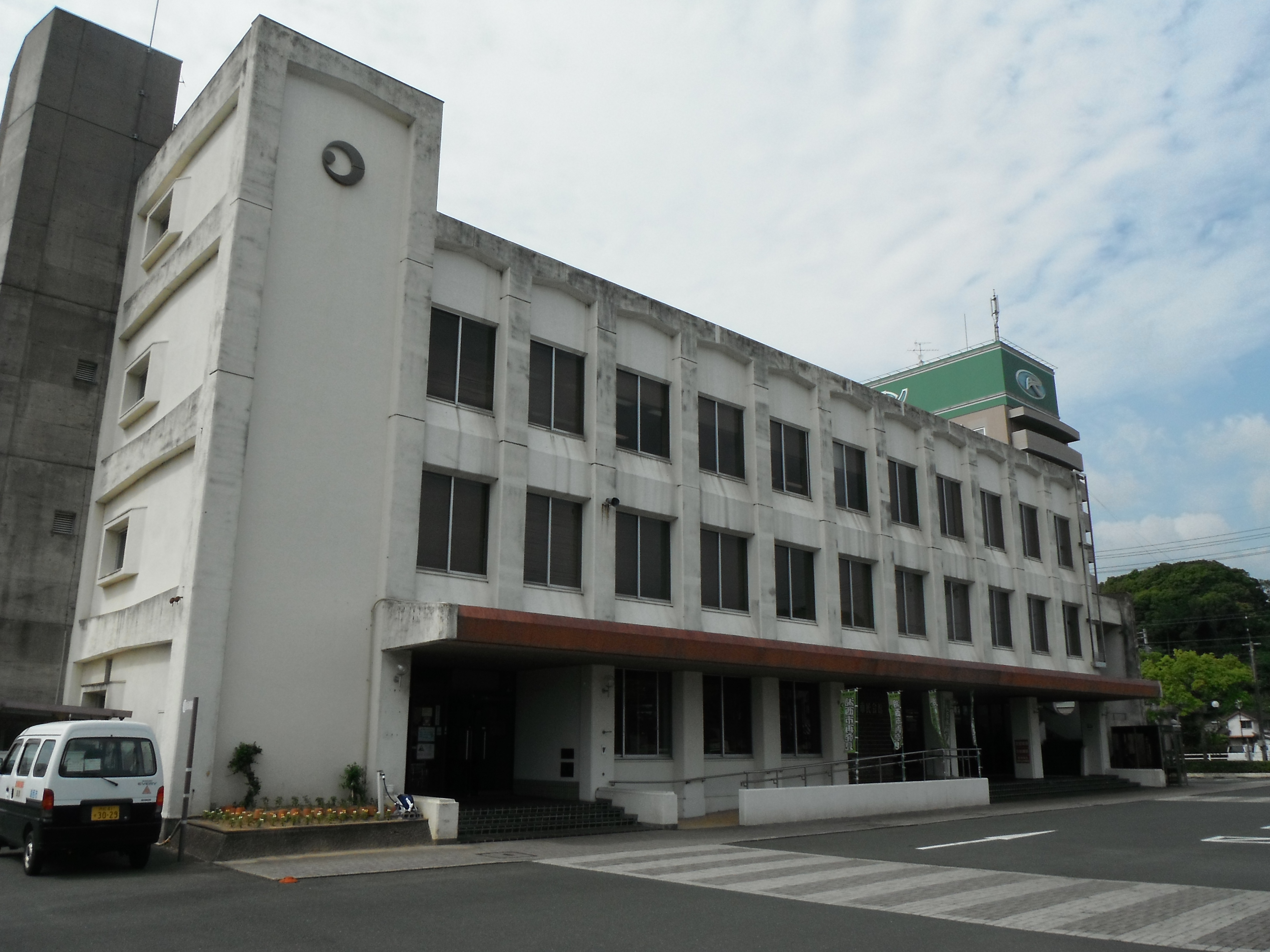
旧市民会館

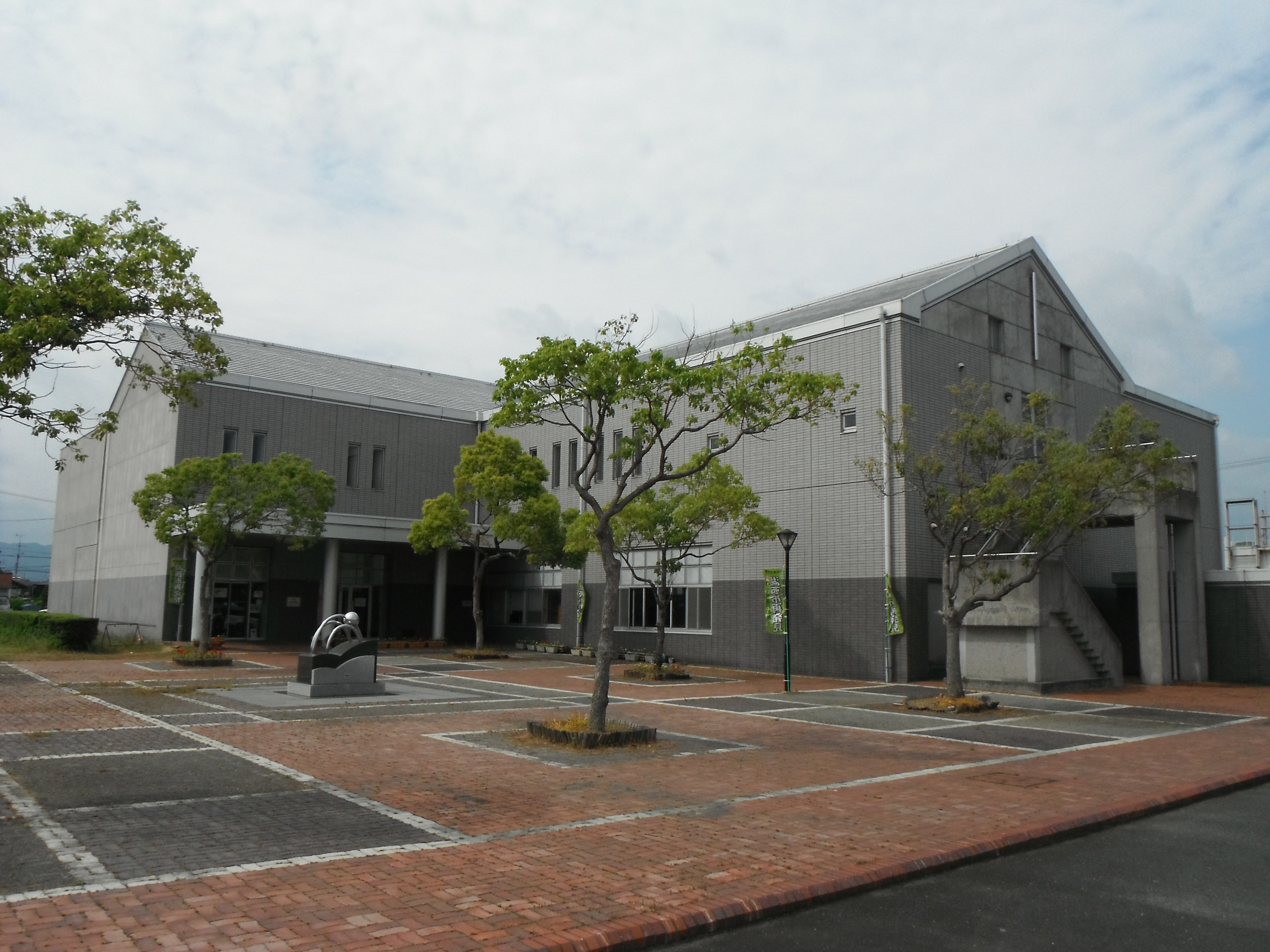
湖西市立中央図書館

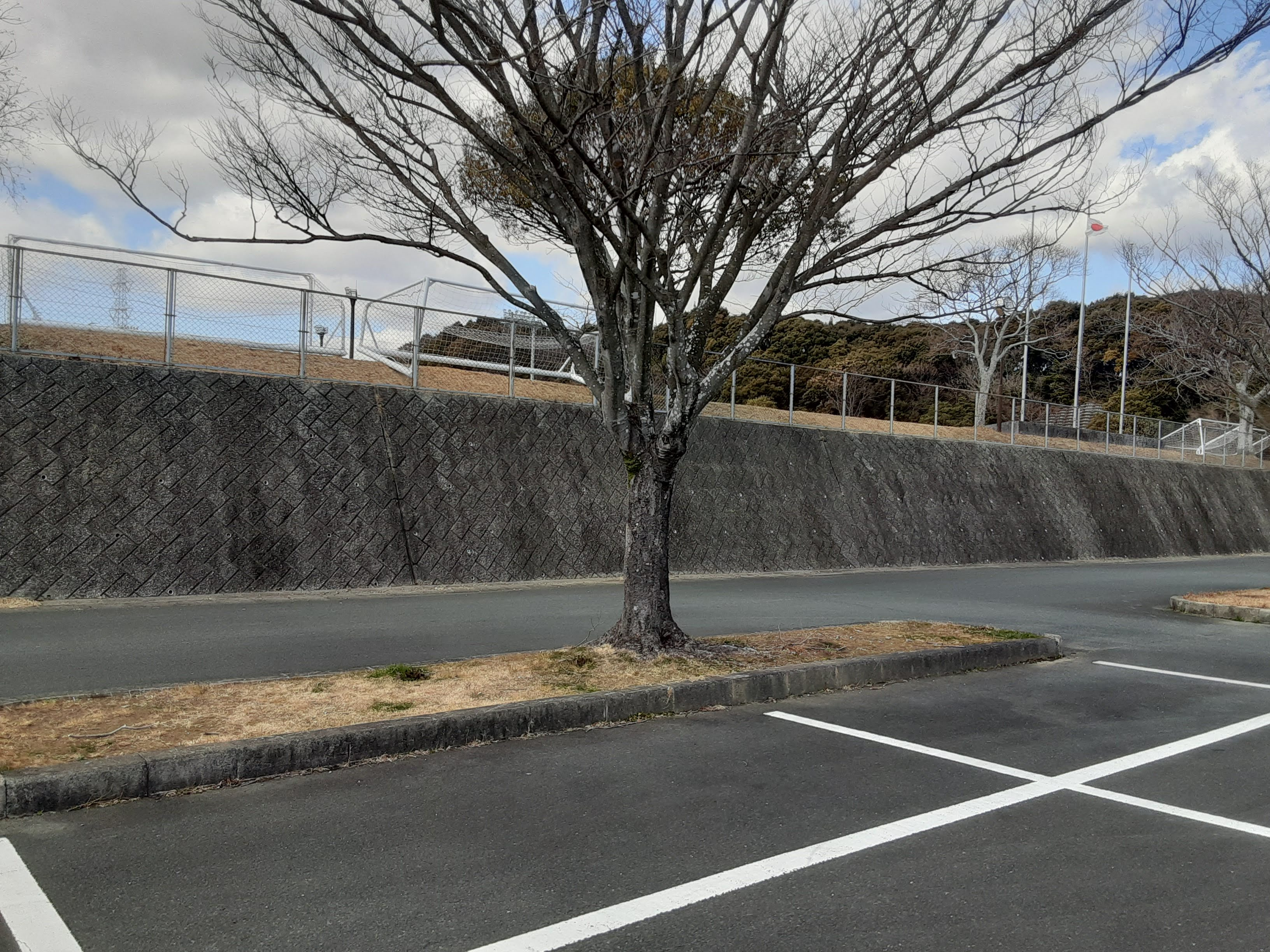
湖西運動公園

アメニティプラザ

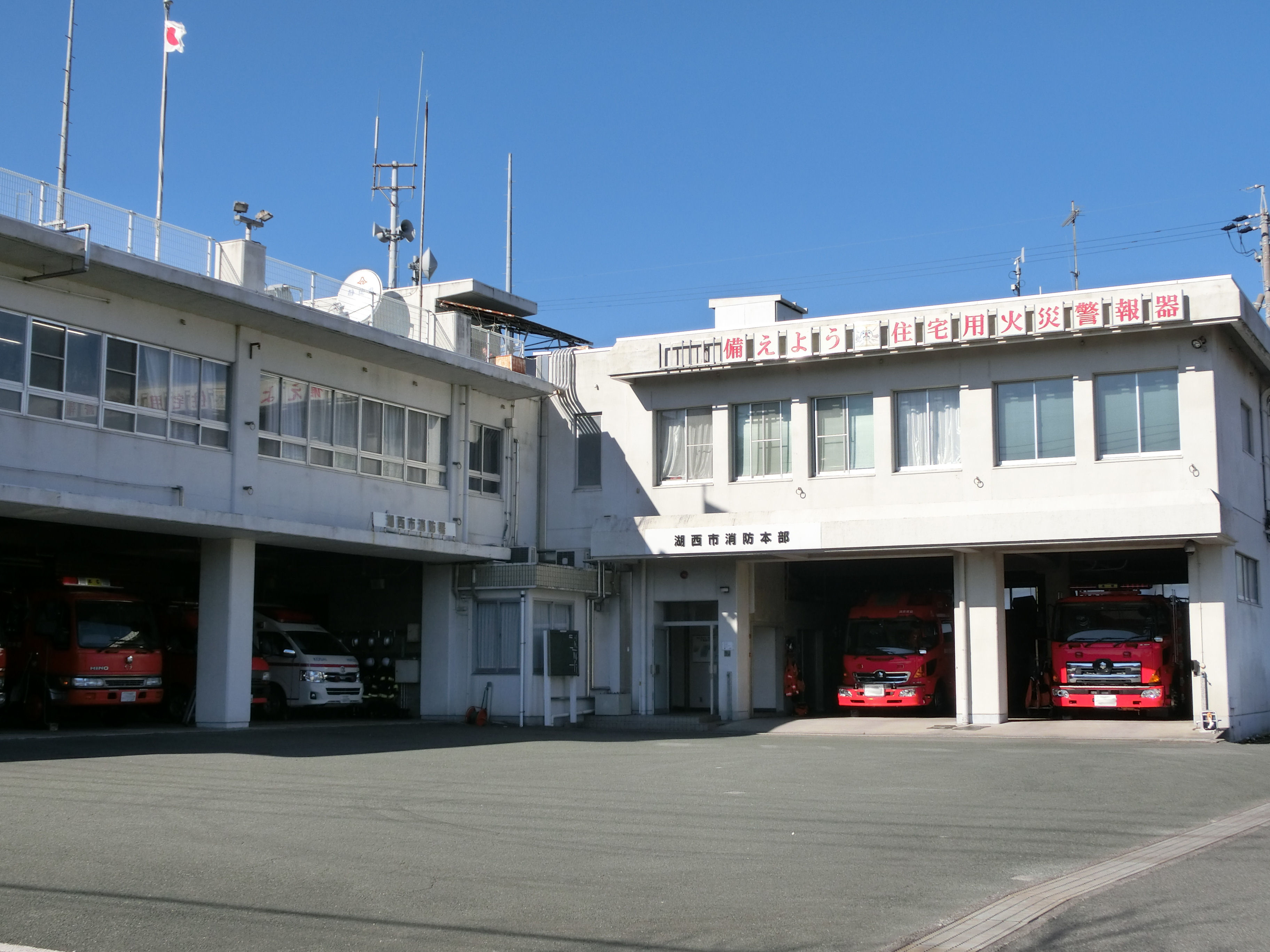
湖西市消防本部

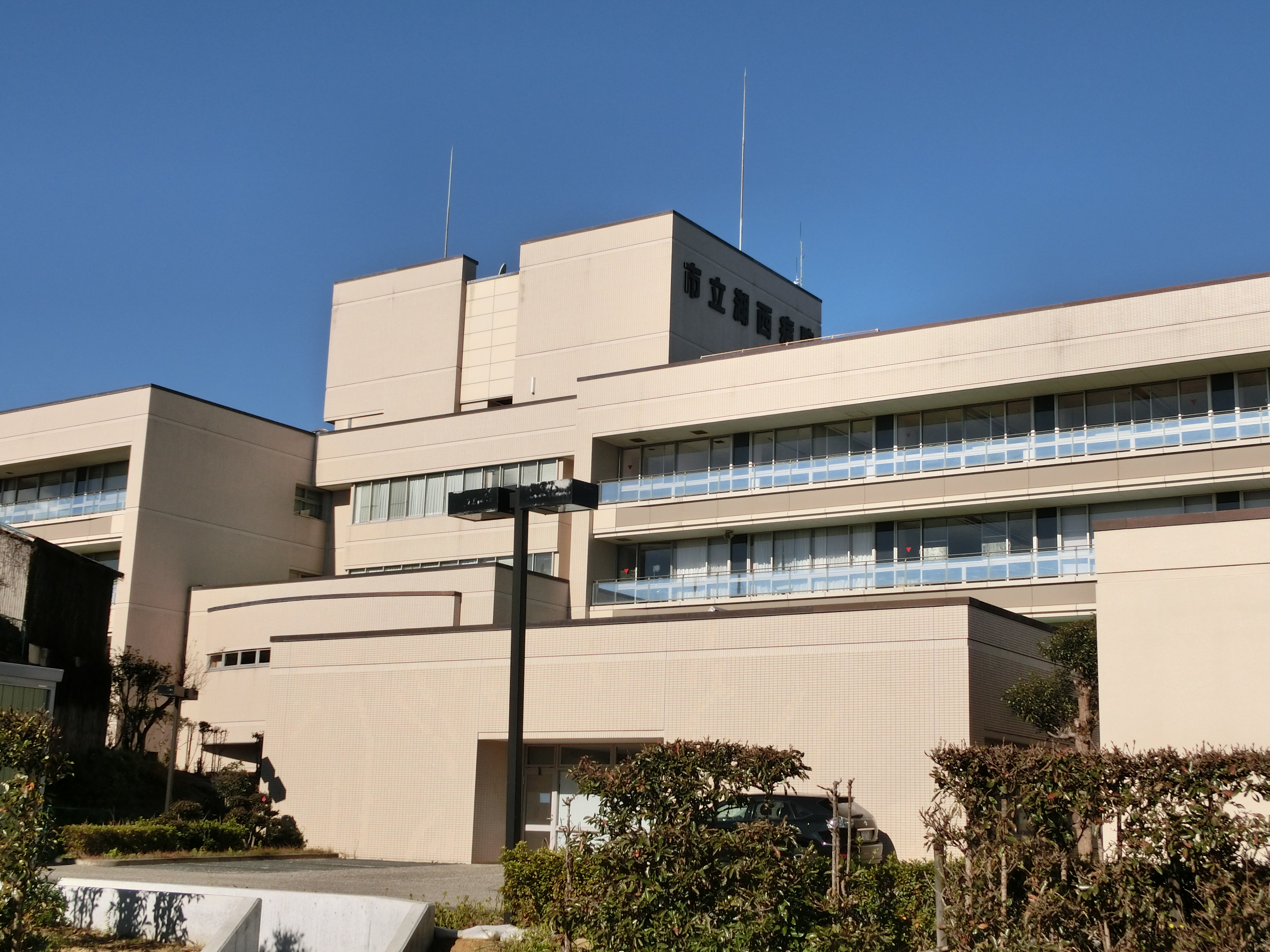
市立湖西病院

### 警察
警察署
- 静岡県湖西警察署（古見）
1954年に新居警察署として静岡県警察が設置。2010年3月の新居町の編入により「湖西警察署」と名称を変更した。市内には5つの交番が立地している。2021年3月22日より湖西警察署の本署が鷲津地区の古見の湖西市民会館跡地（2018年に取り壊し済み）に移転され、業務開始している。

交番
- 新居町交番（新居町中之郷）
- 白須賀交番（白須賀）
- 新所原駅前交番（新所原）
- 知波田交番（知波田）
- 鷲津駅前交番（鷲津）

### 消防
本部
- 湖西市消防本部

消防署
- 湖西市消防署（鷲津）
- 湖西市消防署南分署（新居町新居）
- 湖西市消防署西分署（岡崎）

### 医療
総合病院
- 市立湖西病院[20]（内・循環器・呼吸器・神経内・小児・外・脳神経外・皮膚・泌尿器・整形外・産婦人・眼・耳鼻咽喉・精神・理学療法）
1956年12月開業、1989年2月改築
- 医療法人浜名会 浜名病院（内・外・胃腸・整形外・眼・脳神経外・肛門・口腔外・泌尿器・理学療法）
1985年開業、2005年新築・移転、2013年改築

### 健康・福祉施設
- 湖西市健康福祉センター(おぼと) - 古見
- 子育て支援センター
  - 新居子育て支援センター「のびりん」 - 新居町浜名
  - 新所子育て支援センター「にこりん」 - 新所（新所幼稚園跡地）
  - 西部子育て支援センター「ほほえみ」 - 梅田（微笑こども園に併設）
- 湖西市はつらつセンター - 入出
- 老人福祉センター - 新居町浜名
- 湖西地域職業訓練センター - 吉美
- 湖西市訪問看護ステーション - 古見

### 文化施設
- 西部地域センター - 駅南二丁目
- 北部多目的センター - 太田
- 南部地区構造改善センター - 白須賀
- 新居地域センター - 新居町浜名
- 白須賀宿歴史拠点施設(おんやど白須賀) - 白須賀
- 特別史跡新居関所、新居関所史料館 - 新居町新居
- 新居宿旅籠紀伊国屋資料館 - 新居町新居
- 小松楼 - 新居町新居
- 湖西市ふれあい交流館 - 鷲津
- 浜名湖れんが館 - 鷲津
- 道の駅潮見坂 - 資料
- 今切体験の里  海湖館 - 新居町新居
- 新居弁天海水浴場 - 新居町新居

### 図書館
- 湖西市立中央図書館 - 吉美
- 湖西市立新居図書館 - 新居町新居
- 湖西市西部地域センター図書室 - 駅南二丁目

### 処理施設
- 湖西市環境センター - 吉美
- 湖西市浄化センター - 吉美
- 新居浄化センター(リュミエール新居) - 新居町浜名
- 湖西市笠子廃棄物処分場 - 白須賀
- 湖西市営火葬場 - 入出
- 新居斎場(やすらぎ苑) -　新居町中之郷

### 体育施設
- アメニティプラザ - 吉美
- 勤労者体育センター - 古見
- 湖西運動公園（テニス場、野球場、陸上競技場、多目的広場、弓道場、児童広場） - 吉美
- 梶田多目的運動広場（2025年4月1日より使用中止） - 吉美
- 北部地区運動広場（テニス場、ソフトボール場、ゲートボール場） - 内浦
- 湖西市みなと運動公園（多目的広場、野球場、児童遊園地） - 新居町新居
- 湖西市新居体育館（体育館、庭球場、弓道場、グリーン広場） - 新居町浜名

## 対外関係

### 姉妹都市・提携都市

#### 海外
姉妹都市
- ジェラルトン広域市（オーストラリア連邦西オーストラリア州）
1998年(平成10年)9月29日 旧新居町と姉妹都市提携

#### 国内
友好都市
- 長野県木曽町
旧新居町時代からの交流。

災害協定都市
- 宮城県登米市

その他
- 外国人集住都市会議
静岡県浜松市が中心に呼びかけ、日本国内の外国人が多く住む街の自治体や国際交流協会などが集まり、外国人住民が多数居住する都市の行政と地域の国際交流のために設立された組織。

## 教育

### 高等学校

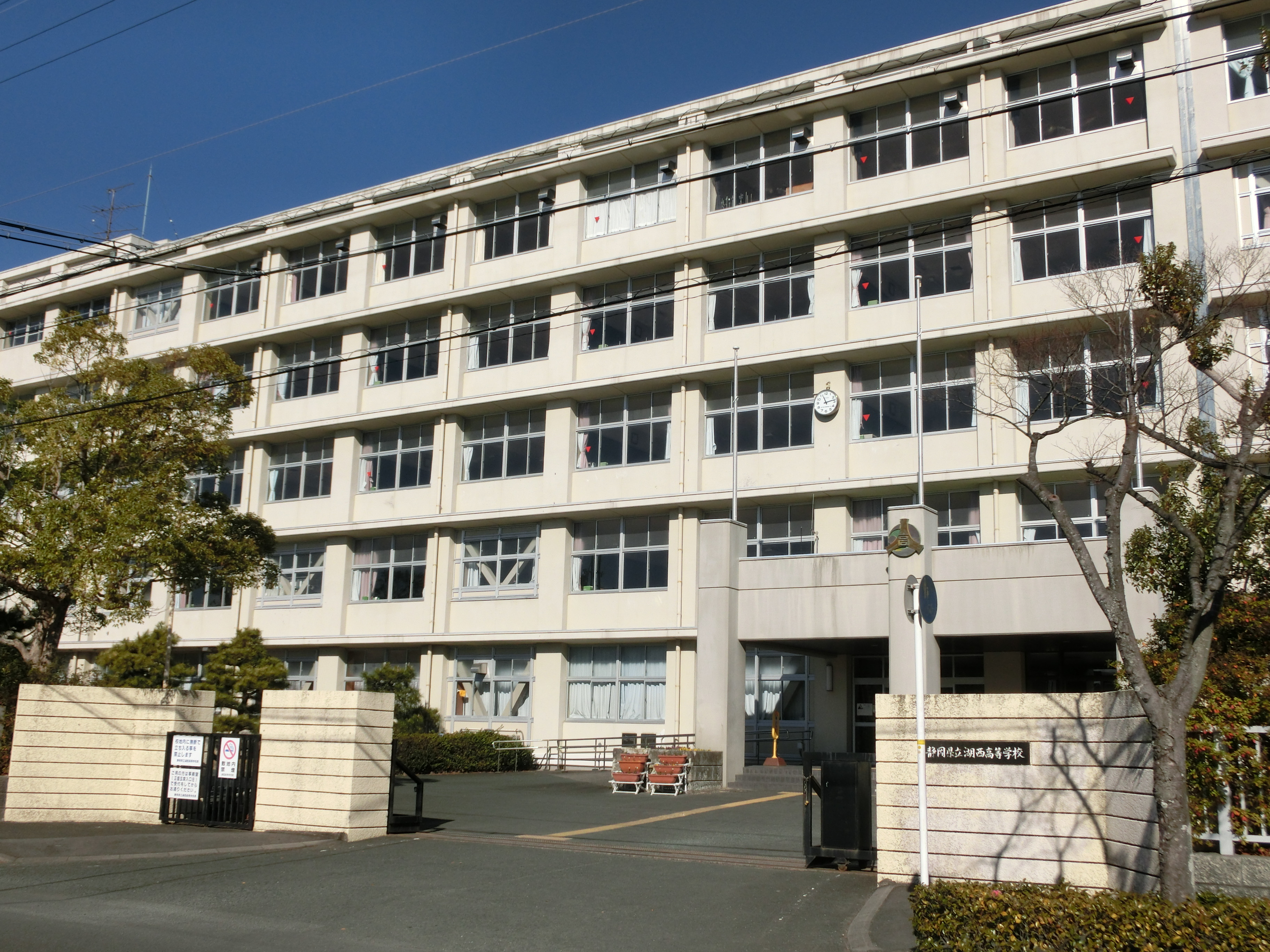
静岡県立湖西高等学校

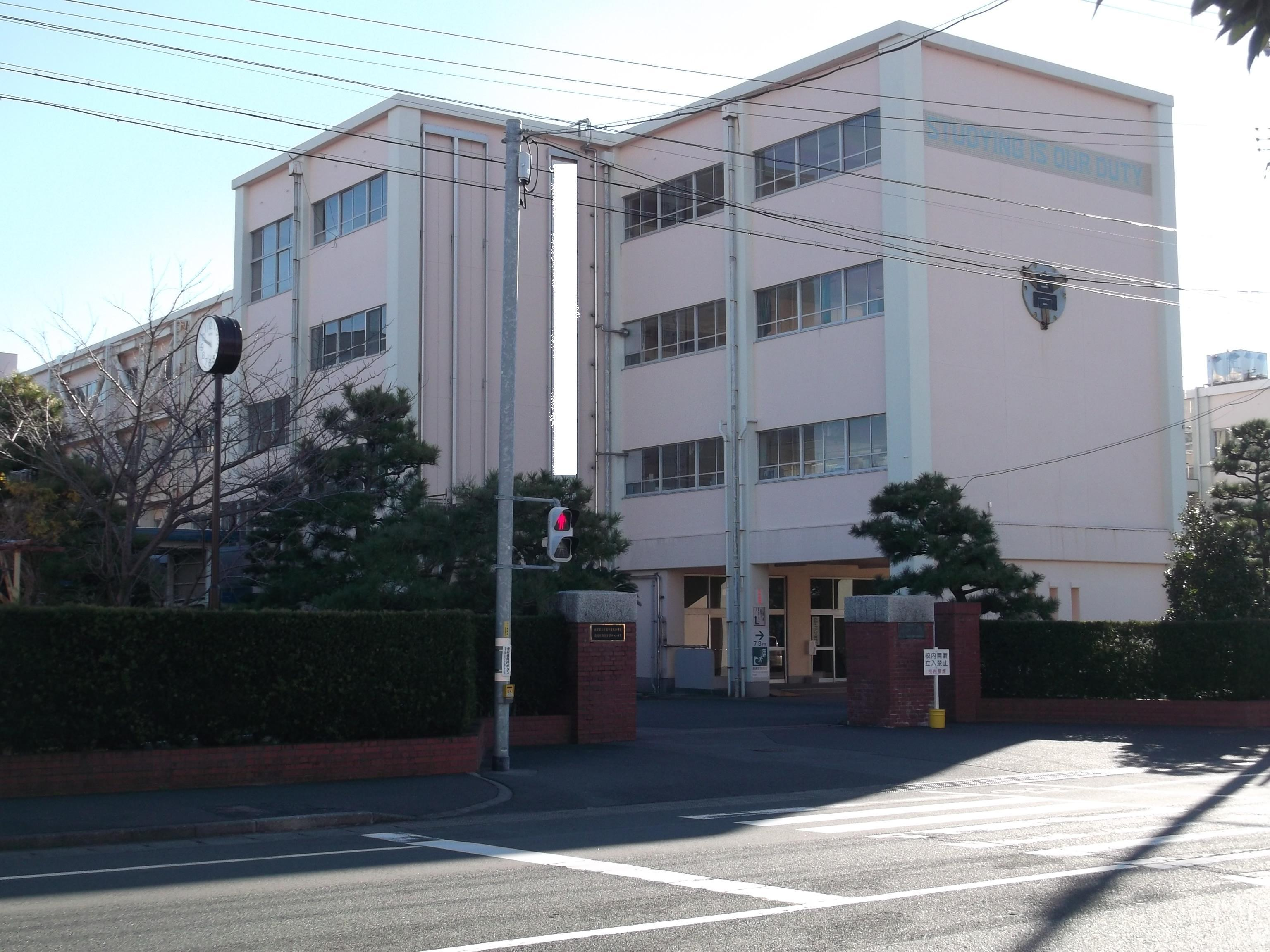
静岡県立新居高等学校

県立
- 静岡県立湖西高等学校
- 静岡県立新居高等学校

### 市立中学校・小学校・幼稚園・こども園
| 市立幼稚園・こども園 | 市立小学校           | 市立中学校           |
| -------------------- | -------------------- | -------------------- |
| 湖西市立鷲津幼稚園   | 湖西市立鷲津小学校   | 湖西市立鷲津中学校   |
|                      | 湖西市立白須賀小学校 | 湖西市立白須賀中学校 |
| 湖西市立知波田幼稚園 | 湖西市立東小学校     | 湖西市立湖西中学校   |
| 湖西市立知波田幼稚園 | 湖西市立知波田小学校 | 湖西市立湖西中学校   |
| 湖西市立岡崎幼稚園   | 湖西市立岡崎小学校   | 湖西市立岡崎中学校   |
| 湖西市立新居幼稚園   | 湖西市立新居小学校   | 湖西市立新居中学校   |

### 幼児教育

#### 幼稚園
市立
- 白須賀幼稚園 - 白須賀。2024年3月31日閉園。
- 新所幼稚園 - 新所。2022年3月31日閉園。跡地は現在、湖西市新所子育て支援センター「にこりん」となっている。

#### 保育園
市立
- 鷲津保育園 - 鷲津。1957年5月6日開園。2022年度より新規受入停止、2023年3月31日閉園。
- 新居保育園 - 新居町新居。1971年4月1日開園。2021年3月31日閉園。
- 内山保育園 - 新居町内山。1948年12月1日開園。2021年3月31日閉園。

私立
- なぎさ保育園（社会福祉法人天竜厚生会） - 入出。1978年4月1日開園。2021年度より新規受入停止、全ての在園児の卒園をもって2025年3月31日閉園。
- きりつ保育園（個人経営） - 古見。2019年4月1日開園。小規模保育事業（0～2歳児）。
- 吉美風の子保育園（Ｈ．Ｋ．保育サービス株式会社） - 吉美。2020年10月1日開園。小規模保育事業（0～2歳児）。
- 希望の杜保育園（社会福祉法人双樹会） - 鷲津。2022年4月開園。

#### こども園
市立
- 新居幼稚園 - 新居町新居。2020年度よりこども園に移行。
- 岡崎幼稚園 - 岡崎。2021年度よりこども園に移行。

私立
- しらゆりこども園（学校法人長生学園） -入出。1953年4月1日長生幼稚園として開園、1980年入出しらゆり幼稚園に改名。2013年4月1日より幼保連携型認定こども園に組織・名称変更。
- 微笑こども園（社会福祉法人花園福祉会） - 梅田。1971年11月25日微笑保育園として開園。2018年4月1日より幼保連携型認定こども園に組織・名称変更。
- おかさきこども園（社会福祉法人松渓会） - 吉美。1981年4月岡崎保育園として開園。2018年4月1日より幼保連携型認定こども園に組織・名称変更。
- 真愛三ツ谷こども園（社会福祉法人桔梗苑福祉会） - 新居町中之郷。2020年4月1日幼保連携型認定こども園として開園。
- 真愛白須賀こども園（社会福祉法人桔梗苑福祉会） - 白須賀。2013年4月1日真愛保育園として開園。2024年4月1日より幼保連携型認定こども園に組織・名称変更。
- ヒーローズこさいこども園（株式会社ヒーローズホールディングス） - 吉美。2022年4月ヒーローズこさい保育園として開園。2025年4月1日より保育所型認定こども園に組織・名称変更。

## 交通
公共交通機関と道路については下記の各項目を参照。このほか湖西市役所はMONET Technologiesと次世代モビリティサービスについて連携する協定を結んでいる。   

### 鉄道

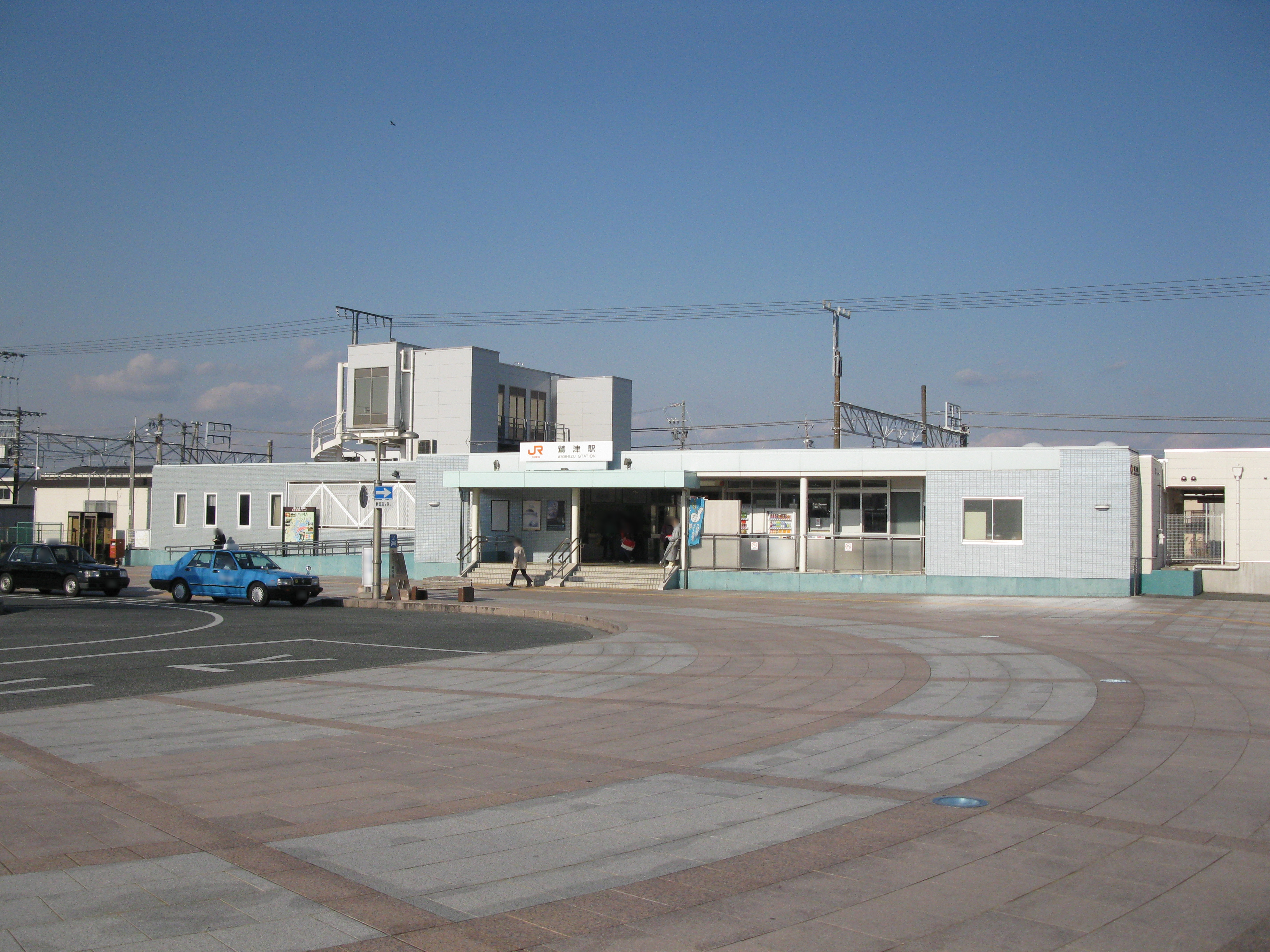
鷲津駅

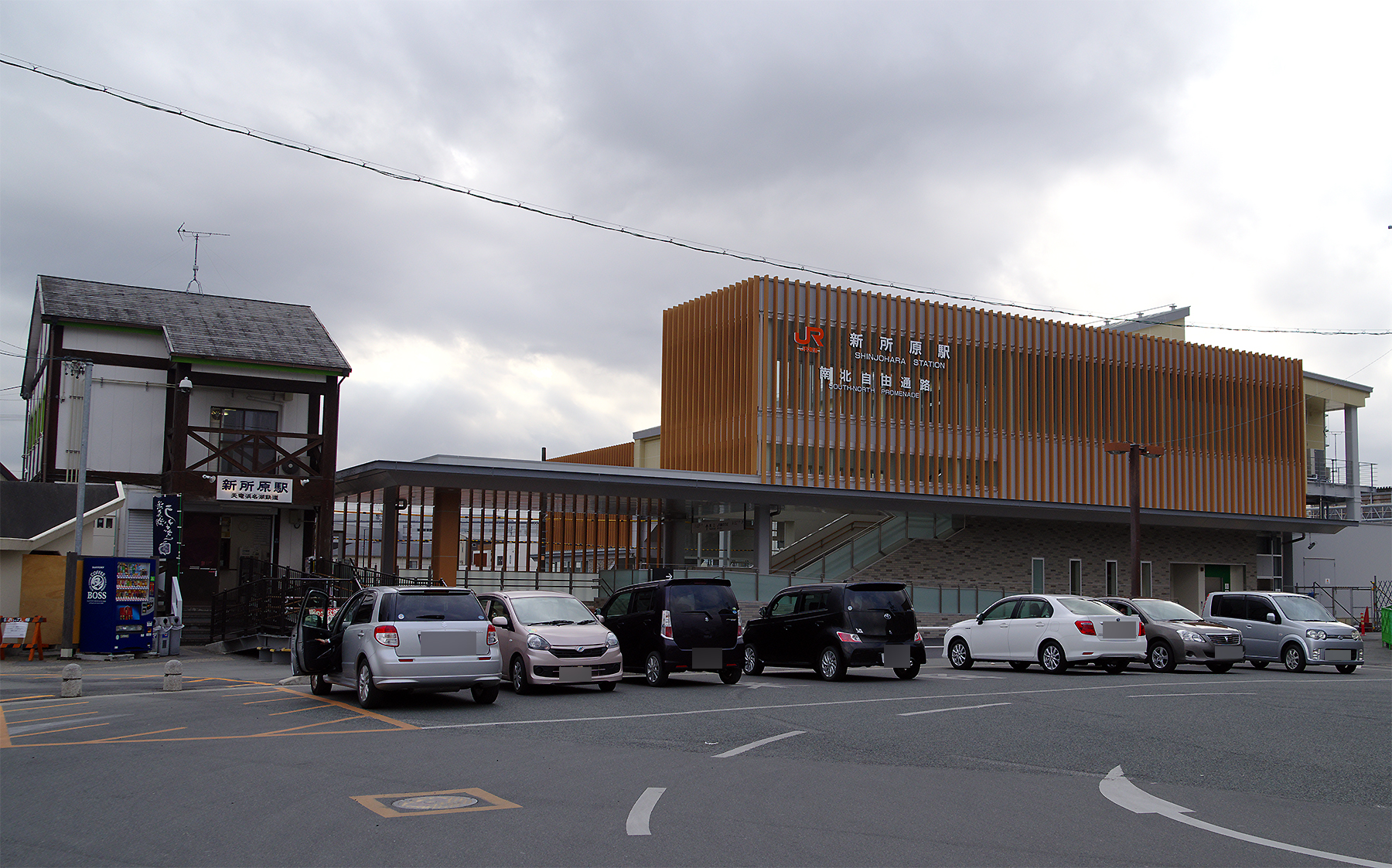
新所原駅

東海旅客鉄道（JR東海）（JR東海道本線）
- CA 東海道本線：新居町駅 - 鷲津駅 - 新所原駅

東海道本線は国道1号から大きく離れたところを通っている。
天竜浜名湖鉄道（THR）
- ■天竜浜名湖線：新所原駅 - アスモ前駅 - 大森駅 - 知波田駅

市の中心となる駅：鷲津駅

### 乗合バス・タクシー

#### 路線バス
- 湖西市コミュニティバス｢コーちゃんバス｣

#### 乗合タクシー
- デマンド型乗合タクシー 「コーちゃんタクシー」（地区利用者のみ利用登録可）
  - 白須賀地区
  - 知波田・入出・新所地区
  - 鷲津地区
  - 岡崎地区
  - 新居地区

### 道路
市内に高速道路は通っていない。最寄りインターチェンジは東名高速道路の三ヶ日インターチェンジとなる。

#### 国道
- 国道1号
  - 潮見バイパス
  - 浜名バイパス
- 国道42号
- 国道301号

#### 県道
- 主要地方道
  - 静岡県道3号豊橋湖西線
  - 静岡県道4号豊橋大知波線
- 一般県道
  - 静岡県道173号湖西東細谷線
  - 静岡県道310号瀬戸佐久米線
  - 静岡県道330号新所原停車場日の岡線
  - 静岡県道332号新所原停車場白須賀線
  - 静岡県道333号入出太田線
  - 静岡県道334号太田中原線
  - 静岡県道417号新居浜名線（旧国道1号.東海道）

### 道の駅
- 道の駅潮見坂

## 観光

### 名所・旧跡
史跡
- 特別史跡・新居関所
- 国の史跡・大知波峠廃寺跡
- 夏目甕麿邸跡
- 伊能忠敬測量地点

主な城郭
- 宇津山城址

主な寺院
- 本興寺
  - 遠州流庭園：小堀遠州作庭と伝わる。遠州三名園の一つ。
- 妙立寺
- 正太寺
- 応賀寺
- 本果寺

主な遺跡
- 湖西窯跡群

旧街道
- 東海道
  - 新居宿:新居関所、旅籠紀伊国屋、小松楼といった施設がある。
  - 白須賀宿: 「おんやど白須賀」という観光施設がある。

### 観光スポット
文化施設
- 豊田佐吉記念館
- 新居関所史料館

名所
- トキワマンサクの自生北限地である。
- 前向花畑

海岸
- 女河浦海水浴場
- 新居弁天海水浴場
- 横山海岸
- 白須賀海岸

その他
- 浜名湖ボートレース場
- 道の駅潮見坂
- 諏訪神社
- おちばの里 親水公園
- 海釣公園
  - 今切体験の里 海湖館
- 新居浜温泉

## 文化・名物

### 祭事・催事
主な祭事
- 湖西おいでん祭り
  - 市制施行20周年の年（1992年）より毎年8月に開催される。
- 新居町産業祭あらいじゃん
  - 1996年から毎年10月最終日曜日に新居町新居、文化公園にて開催されている。

主な催事
- 花火大会
  - 諏訪神社手筒花火 - 3日間にまたがって行われている
  - 松見ヶ浦花火大会

### 名産・特産
- みかん
- 牡蛎「ぷり丸」
- ウナギ
- ウインナー
- シラス
- 銘酒「佐吉の里」「これっきりごめん」

### スポーツ

#### 公営競技
競艇
- 競艇場
  - 浜名湖競艇場

## 市内に本社を置く主な企業
- トヨタバッテリー
- ユニバンス
- ジェイテクトコラムシステム
- GSユアサエナジー
- TF-METAL
- 浜名湖電装
- デンソーワイパシステムズ
- ベルソニカ
- ユニクラフトナグラ
- イオインダストリー
- 浜名部品工業
- 汐見製作所
- 浜名湖競艇企業団
- ハマIN自動車学校
- サハラグループ
- 笠子流通
- かきこや

## 出身関連著名人

### 出身者
- 渥美理絵（漫画家）
- 石川雅俊（医師、実業家）
- 日乗（法華宗陣門流の僧）
- 豊田佐吉（豊田自動織機、トヨタグループ創始者）
- 豊田佐助（豊田紡織社長）
- 宮崎康二（1932年ロサンゼルスオリンピック100m自由形金メダリスト）
- 牧野正蔵（1932年ロサンゼルスオリンピック1500m自由形銀メダリスト・1936年ベルリンオリンピック400m自由形銅メダリスト）
- 笹瀬弘樹（棒高跳中学・高校記録保持者）
- 内田龍男（電子工学者、東北大学名誉教授、元日本液晶学会会長、日本学士院賞）
- 高田瑞穂（国文学者、成城大学文芸学部名誉教授）
- 九条武政（ギタリスト (己龍)）
- 遠海准司（ドラマー (己龍)）
- 中根もにゃ（アイドル (STARMARIE) ）
- 堀尾実咲（モデル、タレント、グラビアアイドル）
- 石田崚真（プロサッカー選手、ジュビロ磐田所属）
- 原豊土（競艇選手）
- 石原翼（競艇選手）
- 土屋実沙希（競艇選手）
- 伴啓太（JRA騎手）
- 近藤崚太（プロバスケットボール選手）
- 杉田久雄（元プロ野球選手）1970年ドラフト1位
- 夏目甕麿（国学者）
- 跡見玄山（幕末・明治初期の蘭方医）

### ゆかりの人物
- 中根金作（造園家、作庭家）
- 北原白秋（「鷲津節」など民謡三曲を作詞）